# Selfkant
Selfkant település Németországban, azon belül Észak-Rajna-Vesztfália tartományban. Lakosainak száma 10 626 fő (2023. december 31.).

## Népesség
A település népességének változása:
| Lakosok száma | 8093 | 10 075 | 10 089 | 10 290 | 10 557 | 10 626 |
|               | 1975 | 2017   | 2019   | 2021   | 2022   | 2023   |